# 鹿內信隆
鹿内信隆（1911年11月17日—1990年10月28日））是日本企業家，富士產經集團初代会長。

## 生平
1911年11月17日，出生于北海道夕張郡由仁町，父母以開照相館為業。1924年，就讀北海道岩見澤中學（今北海道岩見澤東高等學校），曾是該校辯論社的主將。1929年，獨自前往東京府求學，就讀早稻田第一高等學院。1932年，就讀早稻田大學政治經濟學部，主修財政學。1936年，畢業于早稻田大學政治經濟学部。1938年，受大日本帝國陸軍徵兵入伍，服役期間逐漸建立了自己的政經人脈。1943年，退伍，參與籌備成立經濟同友會。1954年他設立了日本放送，1957年又聯合文化放送設立富士電視台，1961年就任日本放送社長。1968年，就任產業經濟新聞社社長。1969年，就任箱根雕刻森林美術館館長與富士產經集團会議初代議長。1990年10月28日過世，享年78歲。